# Ludwig Moser (Physiker)
Ludwig Moser (* 22. August 1805 in Berlin; † 22. Februar 1880 in Königsberg i. Pr.) war ein deutscher Physiker und Hochschullehrer.

## Leben
Moser war außerordentlicher Professor der Philosophischen Fakultät der Albertus-Universität Königsberg. 1839 berief sie ihn auf den Lehrstuhl für Physik. Moser befasste sich mit dem Erdmagnetfeld und dem Licht. 1841 nutzte er als erster die Daguerreotypie für die Stereoskopie. Kritisch setzte er sich mit Goethes Farbenlehre (Goethe) auseinander, auf die dieser besonders stolz war.
1843 wurde er als korrespondierendes Mitglied in die Preußische Akademie der Wissenschaften aufgenommen. Ihm zu Ehren ist der Moser-Gletscher in der Antarktis benannt.

## Werke
- Ueber das Latentwerden des Lichts. In: Annalen der Physik 133 (1842), S. 1–34.[6]
- mit Heinrich Wilhelm Dove: Repertorium der Physik, Bd. 5, 1844. Neudruck Nabupress 2010. ISBN 978-1-146-57673-4